# Köhnə Orand
Köhnə Orand è un comune dell'Azerbaigian situato nel distretto di Lerik.